# Ernst van den Berg
Ernst Willem van den Berg (Amsterdam, 3 dicembre 1915 – Amsterdam, 19 agosto 1989) è stato un hockeista su prato olandese, vincitore della medaglia di bronzo olimpica a Berlino 1936, giocando tutti e cinque gli incontri come attaccante.

## Palmarès

### Giochi olimpici
- 1 medaglia:
  - 1 bronzo (Berlino 1936)